# 212-та піхотна дивізія (Третій Рейх)
212-та піхотна дивізія (Третій Рейх) (нім. 212. Infanterie-Division) — піхотна дивізія Вермахту за часів Другої світової війни. Билася на Західному фронті у Французькій та Бельгійській кампаніях й на Східному фронті під Ленінградом. 17 вересня 1944 року переформована на 212-ту фольксгренадерську дивізію Вермахту.

## Історія

### Західний фронт
212-та піхотна дивізія розпочала формування 26 серпня 1939 року у Мюнхені в VII військовому окрузі під час 3-ї хвилі мобілізації Вермахту. Хоча процес розгортання піхотної дивізії розпочався задовго до початку Другої світової війни — у лютому 1939 року під командуванням генерал-майора В. Фрідріхса створювався штаб дивізії на основі частин Ландверу гарнізону Мюнхена.
Напередодні вторгнення німецьких військ до Польщі, дивізія була офіційно активована й укомплектувалися особовим складом в гау Мюнхен-Верхня Баварія й Байройт за територіальним принципом у складі 3 піхотних полків 3-х батальйонного складу, (316-й піхотний полк, Ландсберг-ам-Лех-Аугсбург; 320-й піхотний полк, Розенгайм-Інгольштадт й 423-й піхотний полк, Ландсгут-Нойбург) і 212-й артилерійський полк 4-х дивізійного складу. До штату 212-ї дивізії увійшли також розвідувальний, протитанковий, інженерний батальйони й решта частин і підрозділів підтримки та забезпечення.
Наприкінці серпня-початку вересня 1939 року з'єднання передислокувалося на західний кордон Третього Рейху, де зосередилося у районах Баумгольдер, Саарбрюкен і Нойнкірхен та поздовж річки Неккар. У визначеному районі до початку травня 1940 року частини дивізії провадили підготовку до бойових дій та несли охорону прикордонної смуги з Францією на «Західному валі».
З початком Французької кампанії брала участь в окупації Люксембургу, потім у складі 36-го командування особливого призначення з 24 травня 1940 року вела бої у ході наступу по території Бельгії біля Арлон, Віртон та французьких міст Лонгюїон, Дамвілле, Сен-Мієль, Коммерсі, Туль. Надалі брала участь у боях поблизу Нансі та згодом, з 26 червня до 7 липня 1940 року визначена для виконання завдань охорони таборів з військовополоненими французької армії. Після завершення кампанії на Західному фронті повертається до Німеччини. Формування дивізії дислокуються в Ларі, Фрайбурзі, Аугсбурзі, Розенгаймі, де з'єднання займається бойовою підготовкою.
5 березня 1941 року дивізія отримує наказ на передислокацію на атлантичне узбережжя окупованої Франції. Незабаром усі підрозділи зосереджуються у Бретані в районі з центром у місті Ренн. Частини виконують завдання з охорони та оборони прибережної смуги в містечках Сен-Мало, Сен-Бріє, Дінан.
У травні 1941 року 212-та дивізія перекинута на південь Франції до містечок Мон-де-Марсан і Байонна, де займається охороною франко-іспанського кордону та тилу військ Вермахту на цій ділянці.

### Східний фронт
У складі 31-го командування особливого призначення дивізія знаходиться до жовтня 1941 року, коли через значні втрати в живій силі та техніки, що зазнала німецька армія на німецько-радянському фронті, отримала наказ на передислокацію до Східного фронту, в розпорядження групи армій «Північ» для посилення угруповання, що тримала блокаду Ленінграду.
З 21 жовтня, прибувши до Росії, в Гатчину, дивізія перейшла у підпорядкування XXXVIII армійського корпусу. У складі цього об'єднання 212-та дивізія перейшла до утримання визначеного рубежу на південному фасі блокованого Ленінграду поблизу Петродворця, Красного Села.
212-та піхотна дивізія бере активну участь у спробах наступу німецького Вермахту на обложене місто. У складі І-го армійського корпусу кинута на відбиття радянського контрнаступу 2-ї ударної армії на Волхові у лютому 1942 року, веде бої на річках Волхов та Тигода. В результаті активних дій розгромлена армія генерала А. Власова. Потім повернулася на попередні позиції на півдні Ленінграду, тримала оборону поблизу Оранієнбауму.
Протягом 1942–1943 років дивізія продовжує з іншими формуваннями Вермахту блокаду Ленінграду, утримуючи південні позиції навколо Оранієнбаумського плацдарму, бере участь у Красноборській операції, веде бойові дії на Чорній річці, поблизу Погостя, Вороново, Лодва, згодом б'ється у боях за Мгу.
З кінця грудня 1943 року переходить у глуху оборону по річці Мга, але з початком стратегічного наступу радянських військ на цьому напрямку, під ударами Червоної армії разом з військами XXVI армійського корпусу з боями відступала на Тосно, Луга, Струги Красні, Псков, Остров. До вечора 21 січня 1944 року Мга була звільнена радянськими військами 67-ї армії Ленінградського фронту, яка вела переслідування відступаючих військ Вермахту. 212-та піхотна дивізія своїми активними діями затримала наступ супротивника, що дозволило основним силам німців закріпитися на рубежі вздовж Жовтневої залізниці.
Через серйозні втрати рештки з'єднання відведені у тилову смугу групи армій «Північ», де розбиті формування зосереджені у Верхньодвінську, Глибокому, Швянченісі та Укмерге. У процесі реабілітації та відновлення боєздатності прийнято рішення не формувати вдруге нову 212-ту піхотну дивізію, а передати вцілілі підрозділи до Імперської області Країна Варти на навчальний центр у Серадзі, де переформувати на фольксгренадерську дивізію.
17 вересня 1944 року із залишків піхотної дивізії сформована 212-та фольксгренадерська дивізія Вермахту.

## Райони бойових дій
- Німеччина (серпень 1939 — травень 1940);
- Люксембург, Бельгія, Франція (травень — липень 1940);
- Німеччина (липень 1940 — лютий 1941);
- Франція (лютий — жовтень 1941);
- СРСР (північний напрямок) (жовтень 1941 — вересень 1944).

## Командування

### Командири
- генерал-майор Вальтер Фрідріхс (нім. Walter Friedrichs) (26 серпня — 15 вересня 1939);
- генерал-лейтенант Теодор Ендрес (нім. Theodor Endres) (15 вересня 1939 — 1 жовтня 1942);
- генерал-лейтенант Гельмут Рейманн (нім. Hellmuth Reymann) (1 жовтня 1942 — 1 жовтня 1943);
- генерал-майор Карл Коске (нім. Karl Koske) (1 жовтня 1943 — 1 березня 1944);
- генерал-лейтенант Франц Зенсфусс (нім. Franz Sensfuß) (1 березня — 17 вересня 1944).

### Підпорядкованість
| Час      | Корпус       | Армія       | Група армій (округ)  | Штаб                     |
| -------- | ------------ | ----------- | -------------------- | ------------------------ |
| 1939     |              |             |                      |                          |
| вересень | z. Vfg.      | 7-ма армія  | Група армій «C»      | Саарбрюкен               |
| 1940     |              |             |                      |                          |
| січень   | —            | 7-ма армія  | Група армій «C»      | Саарбрюкен               |
| травень  | Резерв ОКГ   | Резерв ОКГ  | Резерв ОКГ           | навчальний центр Хойберг |
| червень  | —            | 16-та армія | Група армій «A»      | Лотарингія               |
| липень   | Резерв ОКВ   | Резерв ОКВ  | Резерв ОКВ           | Фрайбург                 |
| 1941     |              |             |                      |                          |
| січень   | Резерв ОКВ   | Резерв ОКВ  | Резерв ОКВ           | Фрайбург                 |
| березень | XXVIII-й ак  | 6-та армія  | Група армій «D»      | Бретань                  |
| травень  | XXV-й ак     | 7-ма армія  | Група армій «D»      | Мон-де-Марсан            |
| червень  | XXXI-е КОП   | 7-ма армія  | Група армій «D»      | Мон-де-Марсан            |
| листопад | XXXVIII-й ак | 18-та армія | Група армій «Північ» | Ленінград                |
| грудень  | XXVI-й ак    | 18-та армія | Група армій «Північ» | Ленінград                |
| 1942     |              |             |                      |                          |
| січень   | XXVI-й ак    | 18-та армія | Група армій «Північ» | Ленінград                |
| квітень  | I-й ак       | 18-та армія | Група армій «Північ» | Волхов                   |
| травень  | L-й ак       | 18-та армія | Група армій «Північ» | Ленінград                |
| серпень  | XXVIII-й ак  | 18-та армія | Група армій «Північ» | Ленінград                |
| 1943     |              |             |                      |                          |
| січень   | XXVIII-й ак  | 18-та армія | Група армій «Північ» | Ленінград                |
| березень | XXVI-й ак    | 18-та армія | Група армій «Північ» | Волхов                   |
| 1944     |              |             |                      |                          |
| січень   | XXVI-й ак    | 18-та армія | Група армій «Північ» | Волхов                   |
| лютий    | L-й ак       | 18-та армія | Група армій «Північ» | Луга                     |
| березень | XXVIII-й ак  | 18-та армія | Група армій «Північ» | Псков                    |
| квітень  | XXXVIII-й ак | 18-та армія | Група армій «Північ» | Псков                    |
| червень  | XXVIII-й ак  | 18-та армія | Група армій «Північ» | Райхскомісаріат Остланд  |
| липень   | IX-й ак      | 3-тя ТА     | Група армій «Центр»  | Райхскомісаріат Остланд  |
| вересень | z. Vfg.      | 3-тя ТА     | Група армій «Центр»  | Серадз                   |

### Склад
| Вересень 1939                          | Червень 1943                          |
| -------------------------------------- | ------------------------------------- |
| 316-й піхотний полк                    | 316-й гренадерський полк              |
| 320-й піхотний полк                    | 320-й гренадерський полк              |
| 423-й піхотний полк                    | 423-й гренадерський полк              |
| 212-й артилерійський полк              |                                       |
| 212-й інженерний батальйон             |                                       |
| 212-й протитанковий дивізіон           | 212-й протитанковий батальйон         |
| 212-й розвідувальний батальйон         | 212-й дивізійний фузілерний батальйон |
| 212-й дивізійний батальйон зв'язку     |                                       |
| 212-те дивізійне управління постачання |                                       |
|                                        | 212-й запасний батальйон              |

## Нагороджені дивізії
Нагороджені дивізії
|  | Кавалери Золотого Німецького Хреста                                                                        | 70 |
|  | Кавалери Лицарського хреста Залізного хреста з Дубовим листям                                              | 2 (№ 403 командир 316-го гренадерського полку оберстлейтенант резерву, доктор медицини Рудольф Кольбек — 22.02.1944 № 568 командир 212-го дивізійного фузілерного батальйону майор резерву Якоб Гансмаєр — 02.09.1944) |
|  | Кавалери Лицарського хреста Залізного хреста                                                               | 24 |
|  | Кавалери Почесної застібки Сухопутних військ «Почесна застібка на орденську стрічку для Сухопутних військ» | 15 |

- Нагороджені Сертифікатом Пошани Головнокомандувача Сухопутних військ (3)